# David Charbonneau
Pour les articles homonymes, voir Charbonneau.
David Charbonneau, né le 1er janvier 1974 à Ottawa, dans la province canadienne de l'Ontario, est un astrophysicien canadien, professeur d'astronomie à l'université Harvard. Sa recherche se concentre sur le développement de nouvelles techniques de détection et de caractérisation d'exoplanètes situées autour d'étoiles proches semblables au Soleil.

## Origines et vie familiale
David Brian Charbonneau,, né le 1er janvier 1974 à Ottawa, dans la province canadienne de l'Ontario, est le fils de Brian Walter Charbonneau, géologue, et de son épouse, Sylvia Mary Charbonneau, médecin.
David Charbonneau a deux filles avec Margaret E. Bourdeaux, prénommées Stella Jordan et Aurora Gladys.

## Formation et carrière
David Charbonneau étudia d'abord les mathématiques et la physique à l'université de Toronto avant d'effectuer son doctorat (Ph. D.) à l'université Harvard. Il travailla ensuite pendant trois ans au California Institute of Technology en tant que R. A. Millikan Fellow avant de retourner à Harvard.
Alors qu'il est étudiant de cycle supérieur en 1999, il utilisa un télescope de 4 pouces (10 centimètres) qui lui permet de découvrir la première exoplanète qui transite devant son étoile, HD 209458 b, ce qui permit d'avoir les premières contraintes sur la composition d'une planète extérieure au système solaire. David Charbonneau devint un membre fondateur du Relevé transatlantique d'exoplanètes (Trans-Atlantic Exoplanet Survey, TrES), programme qui utilise un réseau mondial de petits télescopes automatisés pour étudier des centaines de milliers d'étoiles, ce qui a permis de découvrir cinq planètes supplémentaire par transit. David Charbonneau a aussi été pionnier dans l'utilisation d'observatoires spatiaux pour étudier l'atmosphère d'exoplanètes : en effet, en 2001, il utilisa le télescope spatial Hubble pour étudier directement la composition chimique de l'atmosphère enveloppant une de ces exoplanètes[Laquelle ?] et, en 2005, il dirigea l'équipe qui utilisa le télescope spatial Spitzer pour faire la première détection directe de la lumière émise par une exoplanète. Il dirige actuellement le projet MEarth (financé par la National Science Foundation) et est membre de l'équipe de la mission Kepler. Ces projets ont pour but de détecter des planètes similaires à la Terre potentiellement favorables à la présence de vie extraterrestre.

## Prix et distinctions
En 2004, David Charbonneau reçoit le prix Robert J. Trumpler,,. Il décroche ensuite le prix Alfred P. Sloan, qui est une bourse de recherche, pour trois ans, de 2006 à 2008. Il reçoit également le David and Lucile Packard Fellowship for Science and Engineering pour cinq ans, entre 2006 et 2011. En 2006, il est honoré de la NASA Exceptional Scientific Achievement Medal (en) avant d'être reconnu l'année suivante « Scientifique de l'année » par Discover Magazine. Le 13 mai 2009, lors d'un dîner au siège du département d'État des États-Unis, il reçoit le Alan T. Waterman Award (en) qui lui a été décerné le 27 février par la National Science Foundation,. En 2012, il est co-lauréat du prix Raymond et Beverly Sackler (en) en sciences physiques. En 2024, il reçoit le prix Kavli en astrophysique conjointement avec Sara Seager.
Il obtient un doctorat honoris causa de l'Université de Chicago le 15 juin 2019.